# Trond Giske

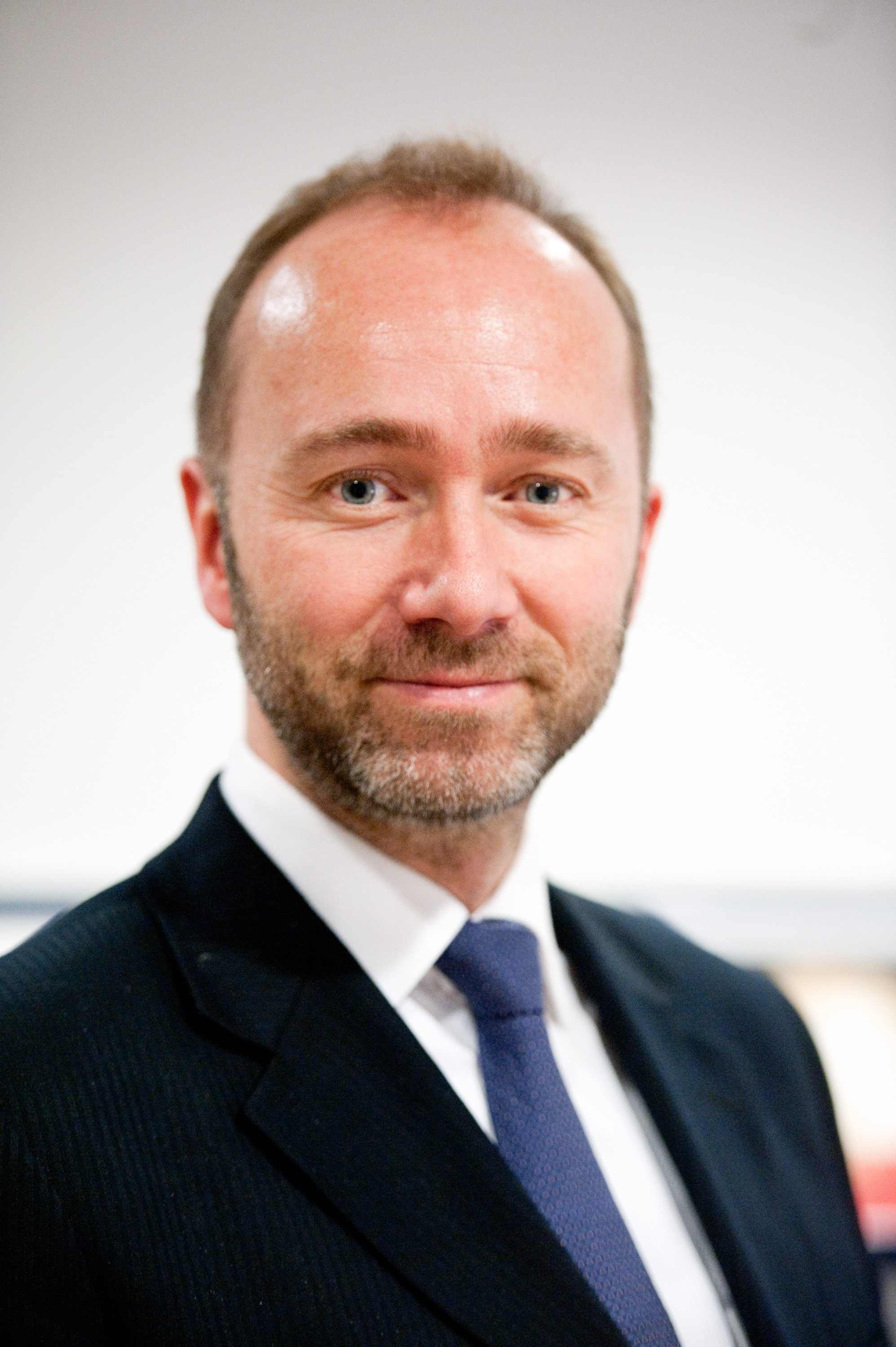
Trond Giske

Trond Giske (uitgesproken /jiske/, geboren op 7 november 1966 in Trondheim) is een Noors politicus namens de sociaaldemocratische Arbeiderpartiet. Hij was lid van het Noorse parlement, de Storting, van 1997 tot en met 2021 en maakte als minister deel uit van verschillende regeringen.
Hij was minister van Kerk, Onderwijs en Onderzoek van 2000 tot 2001, minister van Cultuur van 2005 tot 2009, en minister van Industrie van 2009 tot 2013.
In 2015 werd hij gekozen tot vicevoorzitter van de Arbeiderpartiet, en na de parlementsverkiezingen van 2017 werd hij namens zijn partij verkozen tot financieel woordvoerder.
In 2018 nam hij afstand van verschillende functies in de partij nadat hij verschillende keren van seksuele intimidatie was beschuldigd. Nadat een onderzoek van de partij in zijn nadeel eindigde kondigde giske in 2018 zijn terugtrekken uit de politiek aan. In 2020 stelde hij zich ondanks die aankondiging weer kandidaat als vicevoorzitter van Ap. Na protesten vanuit de partij en met name jongerenafdeling AUF trok hij zich terug als kandidaat voor het vicevoorzitterschap. Giske was ook niet herkiesbaar als parlementslid in 2021, maar richtte dat jaar wel een nieuwe lokale Ap-afdeling op met hemzelf als voorzitter. 